# Johann Aalsteker
Johann Aalsteker, auch Johann Aalstecher († um 1436) war Ratsherr der Hansestadt Lübeck.

## Leben
Der Kaufmann Johann Aalsteker war Mitglied der Schonenfahrer in Lübeck. In der Zeit der bürgerlichen Unruhen in Lübeck zu Beginn des 15. Jahrhunderts wurde er Mitglied im Bürgerausschuss der 60er. Bei Vertreibung des Alten Rates 1408 war er es, der Emil Ferdinand Fehling in dessen Ratslinie zur Folge „die Bücher und Kleinodien des Rates, deren freiwillige Übergabe verweigert war, an sich nahm.“ Er gehörte dem Wahlausschuss zur Wahl des Neuen Rates an, der aus zwölf Bürgern der Stadt bestand. Aalsteker wurde 1408 in den Neuen Rat gewählt, dem er aber nur 1408 angehörte. In Testamenten Lübecker Bürger wird er mehrfach als Urkundszeuge und als Vormund aufgeführt.